# Championnats d'Afrique de gymnastique artistique 2006
Navigation
Édition précédente Édition suivante
Les 8e championnats d'Afrique de gymnastique artistique masculine 2006 sont des championnats de gymnastique artistique qui se sont tenus en 2006 et qui ont opposé des pays d'Afrique. Elles ont concerné les catégories seniors et juniors hommes et dames.
Ils sont organisés conjointement avec les Championnats d'Afrique de gymnastique rythmique 2006 et les Championnats d'Afrique de trampoline 2006.

## Podiums

### Seniors hommes
| Épreuves                     | Or                                                                                       | Argent                                                                                    | Bronze                                                  |
| ---------------------------- | ---------------------------------------------------------------------------------------- | ----------------------------------------------------------------------------------------- | ------------------------------------------------------- |
| Concours général par équipes | Algérie Sid Ali Ferdjani Fatah Ait Saada Youssef Sebti Abdelkader Guettaf Karim Guezgouz | Afrique du Sud Troy Sender Cristiam Brezeanu Tyronne Morris Lindsay Adams Thabane Dlamini | Tunisie Wajdi Bouallègue Sabeur Arfaoui Haikel Bannouri |
| Concours général individuel  | Wajdi Bouallègue                                                                         | Troy Sender                                                                               | Cristian Brezeanu                                       |
| Sol                          | Wajdi Bouallègue                                                                         | Troy Sender                                                                               | Fatah Ait Saada                                         |
| Cheval d'arçons              | Sid Ali Ferdjani                                                                         | Youssef Sebti                                                                             | Troy Sender Wajdi Bouallègue                            |
| Anneaux                      | Fatah Ait Saada                                                                          | Abdelkader Guettaf                                                                        | Wajdi Bouallègue                                        |
| Saut de cheval               | Wajdi Bouallègue                                                                         | Cristian Brezeanu                                                                         | Kutlwano Mothibi                                        |
| Barres parallèles            | Wajdi Bouallègue                                                                         | Saber Arfaoui                                                                             | Sid Ali Ferdjani Abdelkader Guettaf                     |
| Barre fixe                   | Youssef Sebti                                                                            | Kutlwano Mothibi                                                                          | Sid Ali Ferdjani                                        |

### Juniors hommes
| Épreuves                     | Or                                                                                               | Argent                                      | Bronze                                                                             |
| ---------------------------- | ------------------------------------------------------------------------------------------------ | ------------------------------------------- | ---------------------------------------------------------------------------------- |
| Concours général par équipes | Afrique du Sud Pieter Le Roux Lindokuhle Ngcongo Charl Vorster Sven Ruygrok Thapelo Moses Molefe | Libye Ahmed Bahja Ayoub Albrki Frasa Taggzi | Sénégal Moussa Bocar Diao Ernest Borges Valera Abdel Kader Diop Jean Henry Koyalta |
| Concours général individuel  | Pieter Le Roux                                                                                   | Lindokuhle Ngcongo                          | Charl Vorster                                                                      |
| Sol                          | Pieter Le Roux                                                                                   | Lindokuhle Ngcongo                          | Abdel Kader Diop                                                                   |
| Cheval d'arçons              | Pieter Le Roux                                                                                   | Charl Vorster                               | Alexander Mudge                                                                    |
| Anneaux                      | Pieter Le Roux                                                                                   | Lindokuhle Ngcongo                          | Ayoub Al Borki                                                                     |
| Saut de cheval               | Lindokuhle Ngcongo                                                                               | Charl Vorster                               | Ayoub Al Borki                                                                     |
| Barres parallèles            | Lindokuhle Ngcongo                                                                               | Charl Vorster                               | Ahmed Bahja                                                                        |
| Barre fixe                   | Pieter Le Roux                                                                                   | Alexander Mudge                             | Ayoub Al Borki                                                                     |

### Seniors dames
| Épreuves                     | Or                                                                                         | Argent                                                                            | Bronze                                         |
| ---------------------------- | ------------------------------------------------------------------------------------------ | --------------------------------------------------------------------------------- | ---------------------------------------------- |
| Concours général par équipes | Afrique du Sud Rinette Whelpton Candice Cronje Chantel Swan Nadia Harris Natia van Heerden | Algérie Chahinez Kheloui Fatiha Aïssaoui Imène Mayouf Hanifa Drissi Sophia Hocini | Tunisie Monia Hamdi Amira Ayari Wafa Mattoussi |
| Concours général individuel  | Rinette Whelpton                                                                           | Candice Cronje                                                                    | Chantel Swan                                   |
| Sol                          | Rinette Whelpton                                                                           | Chahinez Kheloui                                                                  | Chantel Swan Ramona Beukes                     |
| Poutre                       | Rinette Whelpton                                                                           | Nadia Harris Chahinez Kheloui Ramona Beukes                                       | Non attribuée                                  |
| Saut de cheval               | Candice Cronje                                                                             | Fatiha Aïssaoui                                                                   | Rinette Whelpton                               |
| Barres asymétriques          | Rinette Whelpton                                                                           | Chantel Swan                                                                      | Ramona Beukes                                  |

### Juniors dames
| Épreuves                     | Or                                                                                           | Argent                                                                                       | Bronze               |
| ---------------------------- | -------------------------------------------------------------------------------------------- | -------------------------------------------------------------------------------------------- | -------------------- |
| Concours général par équipes | Afrique du Sud Chanel Parsons Chanel Moonsammy Almaas Harris Ashleigh Heldsinger Tammy Logan | Namibie Lynique Louw Kimberly-Ann van Zyl Chloe Hansen Nonna van der Merwe Michelle Solomons | Non attribuée        |
| Concours général individuel  | Chanel Parsons                                                                               | Chanel Moonsammy                                                                             | Almaas Harris        |
| Barres asymétriques          | Chanel Parsons                                                                               | Chanel Moonsammy                                                                             | Khadidja Salmi       |
| Saut de cheval               | Chanel Parsons                                                                               | Chanel Moonsammy                                                                             | Kimberly-Ann van Zyl |
| Poutre                       | Ashleigh Heldsinger                                                                          | Chanel Parsons                                                                               | Khadidja Salmi       |
| Sol                          | Chanel Moonsammy                                                                             | Almaas Harris                                                                                | Khadidja Salmi       |

## Tableau des médailles
| Rang  | Nation         | Or | Argent | Bronze | Total |
| ----- | -------------- | -- | ------ | ------ | ----- |
| 1     | Afrique du Sud | 20 | 18     | 7      | 45    |
| 2     | Algérie        | 4  | 6      | 7      | 17    |
| 3     | Tunisie        | 4  | 1      | 4      | 9     |
| 4     | Namibie        | 0  | 3      | 4      | 7     |
| 5     | Libye          | 0  | 1      | 4      | 5     |
| 6     | Botswana       | 0  | 1      | 1      | 2     |
| 7     | Sénégal        | 0  | 0      | 2      | 2     |
| TOTAL | TOTAL          | 28 | 30     | 29     | 87    |

## Source
- Résultats des championnats d'Afrique de gymnastique 2006